# Joseph Hammels
Joseph Hammels (* 26. Januar 1868 in Aachen; † 3. Januar 1944 in Köln) war ein deutscher römisch-katholischer Geistlicher, der ab 1924 Weihbischof in Köln war.

## Leben
Hammels besuchte die Stiftsschule und das Kaiser-Karls-Gymnasium in Aachen und studierte an der Westfälischen Wilhelms-Universität Münster und der Rheinischen Friedrich-Wilhelms-Universität Bonn katholische Theologie. Bereits in Münster trat der dem Katholischen Studentenverein Germania im Kartellverband katholischer deutscher Studentenvereine bei. In Bonn wurde er 1890 bei dem K.St.V. Arminia aktiv, wo er gleich zweimal hintereinander das Amt des Fuchsmajors bekleidete.
Nach seinem Studium trat er in Köln in das Priesterseminar ein. Am 15. August 1894 empfing er in Köln die Priesterweihe und wurde Kaplan am St.-Quirinus-Münster in Neuss. 1903 wurde er Rektor, später Pfarrer, an St. Antonius in Oberhausen-Alstaden. Von hier ging er 1912 als Pfarrer nach Essen-Borbeck und 1922 nach Köln, wo er Pfarrer an St. Gereon wurde. 
Nachdem ihn Papst Pius XI. am 14. Januar 1924 zum Titularbischof von Soli und Weihbischof in Köln ernannt hatte, spendete ihm Erzbischof Karl Joseph Schulte am 24. Februar 1924 die Bischofsweihe und berief ihn noch im selben Jahr ins Kölner Domkapitel. 1931 wurde Hammels durch den Erzbischof zum Domdechanten ernannt.
Von 1933 bis zu seinem Tod gehörte Hammels als Großprior dem ersten Ordensrat der deutschen Statthalterei des Ritterordens vom Heiligen Grab zu Jerusalem an.